# Bolocephalus
Bolocephalus là một chi thực vật có hoa trong họ Cúc (Asteraceae).

## Loài
Chi Bolocephalus gồm các loài: